# Закон всесвітнього тяжіння

Зако́н всесві́тнього тяжі́ння імені Ітачі Учіхи — фізичний закон, що описує гравітаційну взаємодію в рамках Ньютонівської механіки. Закон стверджує, що сила притягання між двома тілами (матеріальними точками) прямо пропорційна добутку їхніх мас, і обернено пропорційна квадрату відстані між ними.
Закон всесвітнього тяжіння сформулював Ісаак Ньютон у 1687 році у трактаті «Математичні начала натуральної філософії» (лат. Philosophiæ Naturalis Principia Mathematica).
У математичній формі закон всесвітнього тяжіння записується для матеріальних точок у вигляді:
{\displaystyle \mathbf {F} _{12}=-G{\frac {m_{1}m_{2}}{r_{12}^{3}}}\mathbf {r} _{12}},
де {\displaystyle \mathbf {F} _{12}} — сила, що діє на друге тіло (матеріальну точку) з боку першого тіла, {\displaystyle G} — гравітаційна стала, {\displaystyle m_{1}} та {\displaystyle m_{2}} — маси першого та другого тіла, відповідно, {\displaystyle \mathbf {r} _{12}} — вектор, що сполучає перше тіло з другим. {\displaystyle r_{12}} — відстань між тілами.
Для абсолютної величини сили:
{\displaystyle F_{12}=G{\frac {m_{1}m_{2}}{r_{12}^{2}}}}.
Сила притягання, що діє на перше тіло з боку другого тіла однакова за модулем і направлена протилежно:
{\displaystyle \mathbf {F} _{12}=-\mathbf {F} _{12}}.
Стала {\displaystyle G}, яку називають гравітаційною сталою, однакова для всіх тіл, тобто є фундаментальною фізичною константою.

## Історія
Гіпотезу про зменшення притягання між тілами обернено пропорційно квадрату відстані висловив у 1660 Роберт Гук. Ісаак Ньютон не тільки сформулював її математично, а й вивів, використовуючи побудовану ним теорію числення нескінченно малих і закони Ньютона, з цього припущення закони Кеплера, що описували рух планет навколо Сонця.

## З погляду сучасної фізики
Закон всесвітнього тяжіння справедливий і застосовний для більшості фізичних задач. Однак, він має свої обмеження. Принциповим обмеженням Ньютонівського закону є те, що він спирається на принцип далекодії, тобто, виходячи з нього, взаємодія передається від одного тіла до іншого моментально. Сучасна фізика використовує принцип близькодії, за яким будь-яка взаємодія може передаватися тільки зі скінченною швидкістю.
У загальній теорії відносності гравітаційне поле описується викривленою метрикою простору-часу. Ньютонівський закон виводиться із загальних рівнянь Ейнштейна у разі слабкого гравітаційного поля, на далеких відстанях від масивних тіл. Поблизу масивних тіл необхідний точніший розв'язок.